# Toshiki Ishikawa
Toshiki Ishikawa (jap. 石川 俊輝 Ishikawa Toshiki; ur. 10 lipca 1991) – japoński piłkarz występujący na pozycji pomocnika. Obecnie występuje w Shonan Bellmare.

## Kariera klubowa
Od 2014 roku występował w klubie Shonan Bellmare.